# Диалекты лужицких языков
Диале́кты лужи́цких языко́в — территориальные разновидности лужицких языков, составляющие две основные диалектные величины — нижнелужицкую и верхнелужицкую группы диалектов, между которыми расположена область переходных (пограничных) диалектов. На базе обеих диалектных групп сложились самостоятельные литературные языки: верхнелужицкий и нижнелужицкий.

## Диалектная дробность
Распространённые на относительно небольшой территории лужицкие языки отличаются большой диалектной дробностью. Наличие большого числа лужицких диалектов и говоров обусловлено тем, что на протяжении всей истории развития лужицкосербских языков они были ограничены главным образом бытовой сферой и употреблялись только сельским населением Нижней и Верхней Лужиц. Это привело к консервации диалектных особенностей каждой из территориальных групп лужичан. Обособлению населения лужицких деревень также способствовало отсутствие в ареале распространения лужицких языков промышленных центров и соответственно отсутствие миграции населения и взаимодействия диалектов между собой. Важной причиной сохранения диалектных различий у лужичан (в большей степени в Нижней Лужице) было отсутствие нивелирующего воздействия литературных лужицких языков на диалекты и говоры, так как фактически отношению диалект : литературный язык у лужицких сербов соответствует отношение лужицкий язык : немецкий литературный язык.

## Сокращение диалектного ареала
В условиях процесса перехода от немецко-лужицкого двуязычия к немецкому одноязычию территория распространения лужицких диалектов постоянно сужается. Карта сравнительного распространения серболужицких языков в XVII, XVIII, XIX вв. показывает, что лужицкий ареал в этот период сократился вдвое. Исчезли относительно рано такие диалекты, как жаровский, шторковский и другие. Вымерли также, отмечаемые А. Мукой в XIX веке, западнопограничный и западношпрембергский диалекты. При составлении атласа серболужицкого языка в середине XX века констатировалось исчезновение ряда диалектов и говоров в пограничных областях лужицкого и немецкого языков, изучавшихся диалектологами ещё в начале XX века.
Начиная со второй половины XX века и до настоящего времени в условиях, когда передача языка от старшего поколения к среднему и младшему практически прекращается (за исключением районов католической части Верхней Лужицы) и лужицкая молодёжь знакомится только с литературным языком, изучаемым в школе, сложилась ситуация, когда носителями нижнелужицких диалектов и части верхнелужицких являются лица преимущественно пожилого возраста, в активном употреблении верхнелужицкие диалекты сохраняются только у лужичан-католиков.
При этом большинство носителей лужицких языков (как правило, это жители сельской местности) говорит на диалектах, литературными языками, нижнелужицким и верхнелужицким, владеет незначительная часть лужичан, главным образом, сельская и городская интеллигенция.

## Лужицкая диалектология
Одним из основоположников сорабистики, включающей и такую её дисциплину, как диалектология, был А. Мука, во второй половине XIX века им была составлена первая подробная классификация лужицких диалектов («Historische und vergleichende Laut- und Formenlegre der Niedersorbischen (Nieder-laesetzisch-wendischen) Sprache. Mit besonderer Berücksichtigung der Grenzdialecte und des Obersorbischen», 1891). В дальнейшем были выявлены несовершенства этой классификации, отмечено, что некоторые диалекты, выделенные А. Мукой, не противостоят на самом деле другим диалектам, а являются их частью.
Отдельным диалектам посвящены работы Л. В. Щербы (мужаковский диалект), А. Шредера (слепянский диалект), а также работы ряда других исследователей лужицких диалектов.
В основе изучения серболужицких диалектов методами лингвистической географии лежат работы польского учёного З. Штибера и лужицкого диалектолога Павола Вирта, который создал в 30-х гг. XX века «Очерки сорбского (вендского) лингвистического атласа» (Beiträge zum sorbischen (wendischen) Sprachatlas). После второй мировой войны были проведены исследования серболужицких диалектов по специальной программе и составлен атлас серболужицкого языка (АСЛЯ). Материалы для атласа, содержащего 2800 вопросов, собирались в 138 населённых пунктах до 1966 года. Первый том АСЛЯ был выпущен в 1967 году. Карты АСЛЯ отражают фонетическую, морфологическую, синтаксическую и лексическую дифференциацию серболужицких диалектов.
Пучки изоглосс основных диалектных явлений проходят по территории распространения лужицких языков таким образом, что разделяют два основных ареала — нижнелужицкий на севере и верхнелужицкий на юге. Между ними располагается так называемая промежуточная зона, которая определяется как:
- область пересечения большинства изоглосс между нижнелужицким и верхнелужицким ареалами;
- область контаминации;
- область, характеризующаяся относительной самостоятельностью и обособленностью;

Также для промежуточной зоны характерно наибольшее число отклонений от литературных норм лужицких языков. Нижнелужицкий и верхнелужицкий ареалы совпадают с областями древних поселений серболужицких племён, область переходных (пограничных) диалектов заселялась преимущественно в позднем средневековье.
Нижнелужицкий и верхнелужицкий диалектные ареалы также не являются однородными. Так, верхнелужицкий ареал пересекают крупные пучки изоглосс, один из которых, возникший вероятно после Реформации XVI века, отделяет католические районы Верхней Лужицы от протестантских; два других, проходящих к северу от Будишина, сформировались под нивелирующим воздействием культурного и торгового центра Верхней Лужицы.
Для носителей лужицких диалектов характерны свои особенности: различия в речи старшего и младшего поколений лужичан (употребление разных усилительных частиц при некоторых указательных местоимениях у носителей католических верхнелужицких говоров, употребление различных гласных звуков у носителей некоторых нижнелужицких говоров и т. п.); смещение изоглосс на север на западной границе верхнелужицкого ареала, произошедшие за три века, выявленное на основе изучения исторического и синхронного материала и т. д.

## Классификация
Существует несколько классификаций лужицких диалектов и несколько диалектологических карт.
1. Классификация лужицких диалектов, составленная А. Мукой[17][18]:
Нижнелужицкий диалектный ареал
  - Восточнокотбусский диалект.
  - Восточнопейтцкий диалект.
  - Восточношпрембергский диалект.
  - Западнокотбусский диалект.
  - Западнопейтцкий диалект.
  - Западношпрембергский диалект.
  - Губинский диалект.
  - Жаровский диалект.
  - Бесков-шторковский диалект.
  - Шпреевальдский диалект.

Переходные (пограничные) диалекты
  - Мужаковский диалект.
  - Восточнопограничный (слепянский) диалект.
  - Среднепограничный диалект.
  - Западнопограничный диалект.

Верхнелужицкий диалектный ареал
2. Классификация лужицких диалектов, представленная на карте в первом томе серболужицкого диалектологического атласа[19][20], опирающаяся на классификацию А. Муки с рядом изменений и дополнений[21]:
Нижнелужицкий диалектный ареал
  - Котбусско-шпрембергские диалекты:
    - Восточнокотбусский диалект.
    - Восточнопейтцкий диалект.
    - Восточношпрембергский диалект.
    - Западнокотбусский диалект.
    - Западнопейтцкий диалект.
    - Западношпрембергский диалект.

  - Губинский диалект.
  - Шпреевальдский диалект.

Переходные (пограничные) диалекты
  - Мужаковский диалект.
  - Собственно переходные диалекты:
    - Западный переходный диалект.
    - Центральный переходный диалект.
    - Восточный (слепянский) переходный диалект.

Верхнелужицкий диалектный ареал
  - Восточные верхнелужицкие диалекты:
    - Восточноголанский (дубицкий) диалект.
    - Холмский диалект.
    - Любийский диалект.

  - Центральные, или баутценские, диалекты:
    - Голанский диалект.
    - Будишинский (баутценский) диалект.
    - Горный диалект.

  - Западные, или каменцкие, диалекты:
    - Воеровский диалект.
    - Католический диалект.
    - Верхневуездский диалект.
3. Классификация лужицких диалектов, представленная на карте в книге Х. Шустера-Шевца[1]:
Нижнелужицкий диалектный ареал
  - Ветошовский диалект (н.-луж. Wětošojska narěc, нем. Vetschauer Dialekt).
  - Восточнокотбусский диалект (н.-луж. Pódwjacorna Chóśebuska narěc, нем. Westlicher Cottbuser Dialekt).
  - Западнокотбусский диалект (н.-луж. Pódzajtšna Chóśebuska narěc, нем. Östlicher Cottbuser Dialekt).

Переходные (пограничные) диалекты
  - Западношпрембергский диалект (в.-луж. Zapad. Grodkowska narěč, н.-луж. Pódwjacorna Grodkojska narěc, нем. Westlicher Spremberger Dialekt).
  - Восточношпрембергский диалект (в.-луж. Wuchod. Grodkowska narěč, н.-луж. Pódzajtšna Grodkojska narěc, нем. Östlicher Spremberger Dialekt).
  - Кошинский диалект (в.-луж. Košynska narěč, н.-луж. Kóšyńska narěc, нем. Großkoschener Dialekt).
  - Воеровский диалект (в.-луж. Wojerowska narěč, н.-луж. Wórjejska narěc, нем. Hoyerswerdaer Dialekt).
  - Шпрейчанский диалект (в.-луж. Sprjejčanska narěč, н.-луж. Šprjejčańska narěc, нем. Spreewitzer Dialekt).
  - Слепянский диалект (в.-луж. Slepjanska narěč, н.-луж. Slěpjańska narěc, нем. Schleifer Dialekt).
  - Мужаковский диалект в.-луж. Mužakowska narěč, н.-луж. Mužakojska narěc, нем. Muskauer Dialekt).
  - Пушчанский (нохтенский) диалект в.-луж. Wochožanska narěč, н.-луж. Wochozańska narěc, нем. Nochtener Dialekt).

Верхнелужицкий диалектный ареал
  - Вослинчанский диалект (в.-луж. Wóslinčanska narěč, нем. Oßlinger Dialekt).
  - Куловский диалект (в.-луж. Kulowska narěč, нем. Wittichenauer Dialekt).
  - Католический диалект (в.-луж. Katolska narěč, нем. Katholischer Dialekt).
  - Будишинский (баутценский) диалект (в.-луж. Budyska narěč, нем. Bautzener Dialekt).
  - Голанский диалект (в.-луж. Holanska narěč, нем. Heidedialekt).
  - Восточноголанский диалект (в.-луж. Wuchodna holanska narěč, нем. Östlicher Heidedialekt).
4. В коллективной монографии «Серболужицкий язык» (авторы — Г. Енч, А. Ю. Недолужко, С. С. Скорвид) упоминаются следующие лужицкие диалекты[11]:
Нижнелужицкий диалектный ареал
  - Хошебузский диалект.
  - Северо-западный диалект.
  - Северо-восточный диалект.
  - Ветошовский диалект.
  - Шпрембергский диалект.
  - Диалект деревни Рогов (Хорно).

Переходные (пограничные) диалекты
  - Диалекты окрестностей населённых пунктов Мужаков (Мускау), Слепо (Шлейфе), Спрейца (Шпреевиц), Заброд (Забродт), Блюнь (Блюно), Войерецы (Хойерсверда), Кошины (Гросскошен), а также Злы Коморов (Зенфтенберг).

Верхнелужицкий диалектный ареал
  - Западные говоры:
    - Католический диалект.
    - Куловский диалект.

  - Центральные говоры:
    - Будишинский диалект.
    - Голанский диалект.

  - Восточные говоры:
    - Восточноголанский диалект и другие.